# Yamaha FJ 1100
Yamaha FJ 1100 je sportovně cestovní motocykl, vyvinutý firmou Yamaha, vyráběný v letech 1984–1986. V roce 1986 byl nahrazen modelem FJ 1200 se zvětšeným vrtáním a zvýšeným zdvihovým objemem motoru.

## Technické parametry
- Rám: dvojitý kolébkový
- Suchá hmotnost:
- Pohotovostní hmotnost: 261 kg
- Maximální rychlost:
- Spotřeba paliva: